# Ursula Schernig

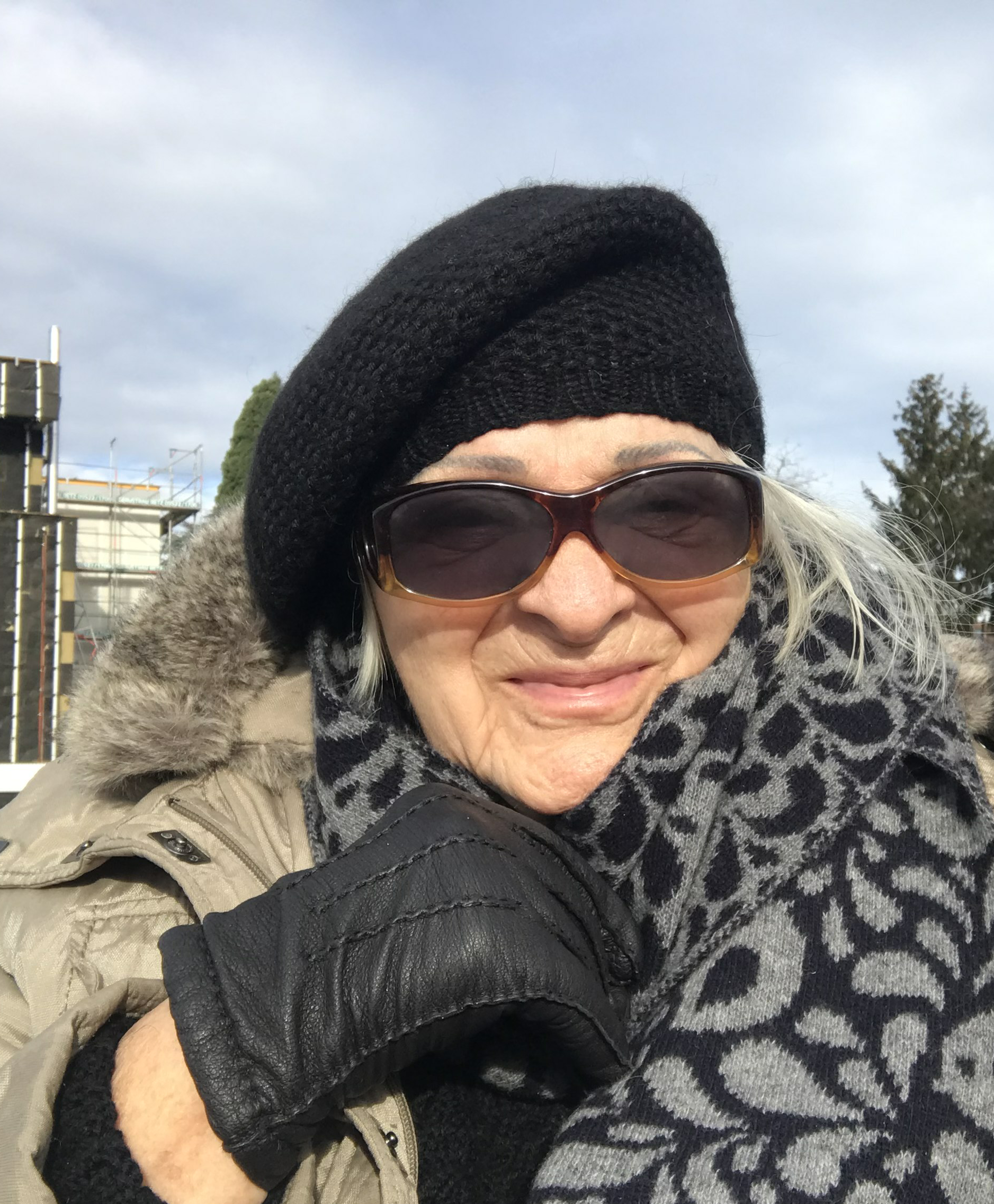
Ursula Schernig (2021)

Ursula Schernig (* 30. April 1933 in Bamberg; † 4. Juli 2024 in Fürth, geboren als Ursula Strehler) war eine deutsche Galeristin, Kulturvermittlerin und Expertin für zeitgenössische ägyptische Kunst. Sie gründete 1984 in Kairo als erste Ausländerin eine private, staatsunabhängige Galerie mit Schwerpunkt ägyptische und nubische Outsider Art („Außenseiter-Kunst“) und 1999 in Fürth die erste Galerie und Agentur für zeitgenössische ägyptische Kunst in Deutschland.

## Leben in Deutschland
Ursula Schernig wuchs als Tochter des Ehepaares Strehler auf. Ihr Vater, Helmut Strehler (1895–1971) war Großhandelskaufmann in Bamberg; die Mutter, Ella Strehler (geborene Schauff, 1899–1971) Wirtschafterin der Jugendburg auf dem Ludwigstein. Die Eltern hatten sich im Kontext der Jugendbewegung kennengelernt, waren weltoffen und international geprägt. Ursula Schernig verbrachte ihre Kindheit gemeinsam mit den beiden jüngeren Geschwistern Klaus (* 1937) und Almut (1942–2020) in Nürnberg.
An den Universitäten Erlangen, München und Freiburg studierte sie in den 1950er Jahren Germanistik, Geschichte, Geographie sowie Kunstgeschichte und schloss 1957 mit dem Bayerischen Staatsexamen an der Universität Erlangen ab. 1963 heiratete sie Gerhard Schernig (1934–2006), Studienrat in den Fächern Musik und Deutsch. Mit ihm hat sie zwei Töchter: Martina (* 1963; † 12. Juli 2023 in München), Dolmetscherin und Übersetzerin, und Simone (* 1966), Kunst- und Shiatsutherapeutin. Sie unterrichtete mehrere Jahre an bayerischen Gymnasien, zuletzt am Melanchthon-Gymnasium Nürnberg, dem ältesten Gymnasium Deutschlands. 1968 schied sie freiwillig aus dem bayerischen Staatsdienst aus.

## Lehrjahre in den Niederlanden
Von 1973 bis 1978 lebte Ursula Schernig mit Mann und Töchtern in Den Haag, wo Gerhard Schernig an der Deutschen Schule einen Auslandsvertrag bekommen hatte. In dieser Zeit reiste sie regelmäßig nach Amsterdam zum Stedelijk Museum für moderne Kunst. Dort stellte Museumsdirektor Edy de Wilde jeden Monat Neuankäufe des Museums aus, Arbeiten niederländischer Künstler, meist mit voller Adresse. So konnte Ursula Schernig den Nachwuchs ausfindig machen, persönlich besuchen und ein Netzwerk der niederländischen Kunstszene aufbauen.

## Galerie am Ronhof
Als die Familie 1978 nach Deutschland zurückkehrte, eröffnete Schernig ihre erste Galerie für Zeitgenössische Kunst, die Galerie am Ronhof (1978–1981) in Ronhof, einem Stadtteil von Fürth. Hier hatten die Schernigs ein Haus gebaut, mit angrenzender Galerie in einem alten Gewerbegebäude. Ursula Schernig stellte vor allem niederländische Zeitgenossen aus, auch Keramiker und Textilkünstler. Aber schon bald zog es die Familie wieder in die Ferne, und ihr Mann bewarb sich für die deutsche Oberschule der Borromäerinnen in Kairo.

## 30 Jahre Kunst am Nil
Im September 1981 begann für die Schernigs ein neues Leben in Ägypten. Es fiel zeitgleich zusammen mit dem Ende der Ära des Präsidenten Anwar as-Sadat (ermordet am 6. Oktober 1981) und dem Beginn eines 30-jährigen politischen „Ausnahmezustandes“ unter Präsident Hosni Mubarak. Der Kunstbetrieb lag in staatlichen Händen, so auch die ägyptischen Akademien, das Museum of Modern Art neben dem Opernhaus Kairo und die staatlichen Galerien. Für ägyptische Künstler außerhalb des staatlichen Mainstreams oder jenseits akademischer, etablierter Eliten existierten außer dem alten L’Atelier in Kairo und dem in Alexandria keine Foren; sie konnten im öffentlichen Kulturbetrieb nicht in Erscheinung treten.

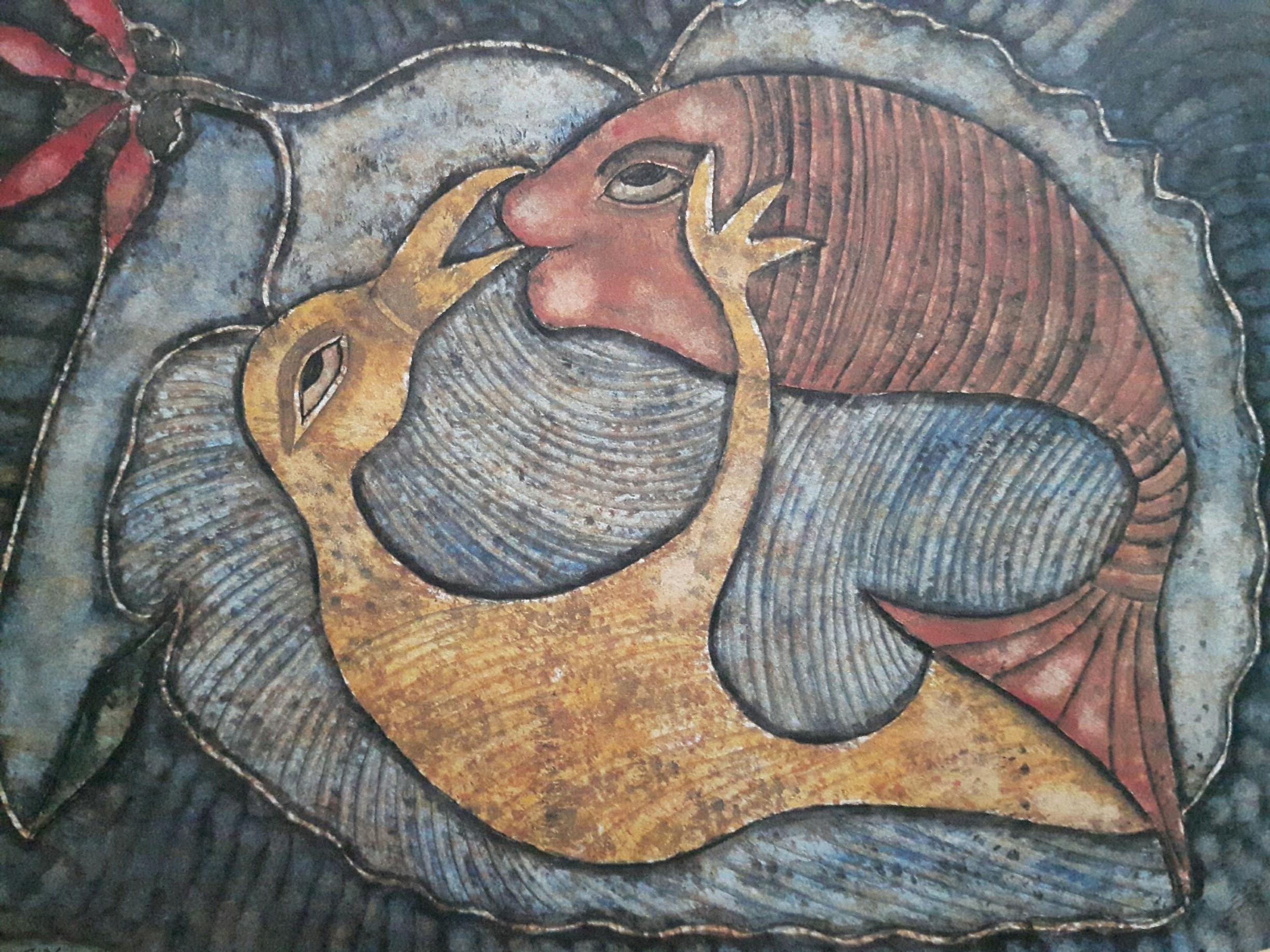
„Fisch und Vogel“ von Sayed Amin Fayed (1998)

Genau hier setzte das Interesse von Ursula Schernig an. Sie suchte und fand unbekannte Autodidakten auf dem Land, Fellachen und Beduinen und Außenseiter in der Stadt. Sie reiste in die entlegensten Winkel Ägyptens, schloss viele Freundschaften und begann, eigene Netzwerke in dem Land am Nil aufzubauen.
Von 1982 bis 1985 vermittelte Schernig Ausstellungen deutscher Künstler und Künstlerinnen in Kairo und Alexandria in Zusammenarbeit mit dem Goethe-Institut sowie ägyptischer Künstler in Deutschland. Und sie kuratierte den Schwerpunkt Ägyptische Zeichner auf der Dritten Internationalen Triennale der Zeichnung in der Nürnberger Kunsthalle und dem Germanischen Nationalmuseum vom 11. Oktober 1985 bis zum 16. Februar 1986.

### Mashrabia-Gallery
Anfang der 1980er Jahre existierten keine etablierten Privatgalerien in Ägypten. Die wenigen aus der Nasserzeit hatten sich aufgelöst, ein freier Kunstmarkt fehlte. Das Syndicate of Plastic Arts (gegründet 1978 in der Regierungszeit von Präsident Sadat) und seine Government-Galerien gaben den Ton an. Die ägyptische Oberschicht interessierte sich vor allem für die neue „Freie Marktwirtschaft“, nicht für Kunst. Vor diesem Hintergrund war es eine Pionierleistung, als Ausländerin und als Frau den ägyptischen Kunstmarkt zu betreten und mitzugestalten.
Am 27. November 1984 eröffnete Ursula Schernig die Mashrabia-Gallery in der Altstadt von Kairo, ihre erste Galerie in Ägypten. Diese Galerie leitete sie ein Jahr. Dann traf sie Hassan Ragab, einen Ingenieur und Weltmann, der das Papyrus-Institut in Kairo gegründet hatte und auf der ersten Etage eines großen Hausbootes am Nil unterbrachte. Gemeinsam richteten sie auf der zweiten Etage des Bootes die Hassan-Ragab-Gallery for Modern Egyptian Art ein.

### Hassan-Ragab-Gallery for Modern Egyptian Art
Die Eröffnung fand im Jahr 1985 statt. Ragab unterstützte Schernigs zweite Galerie als Vermittler im Hintergrund und stellte sie bei Schwierigkeiten mit dem Staat unter seinen persönlichen Schutz. Eine Einmischung in die Führung der Galerie, die Auswahl der Künstler, die Termine oder Preise gab es nie.
So konnte Ursula Schernig ihr anspruchsvolles, unangepasstes Ausstellungsprogramm entwickeln. Sie kümmerte sich um die Nachlässe von Künstlern, die in den Jahren der Nasser-Revolution sehr jung zu Pionieren zeitgenössischer ägyptischer Kunst geworden waren, anschließend aber in Vergessenheit gerieten: Abdel Hadi Al-Gazzar (1925–1966), Samir Rafi (1926–2006) und Hamed Nada (1924–1990). Später kamen Kamal Khalifa (1926–1968) und Said Al Adawi (1938–1973) dazu.

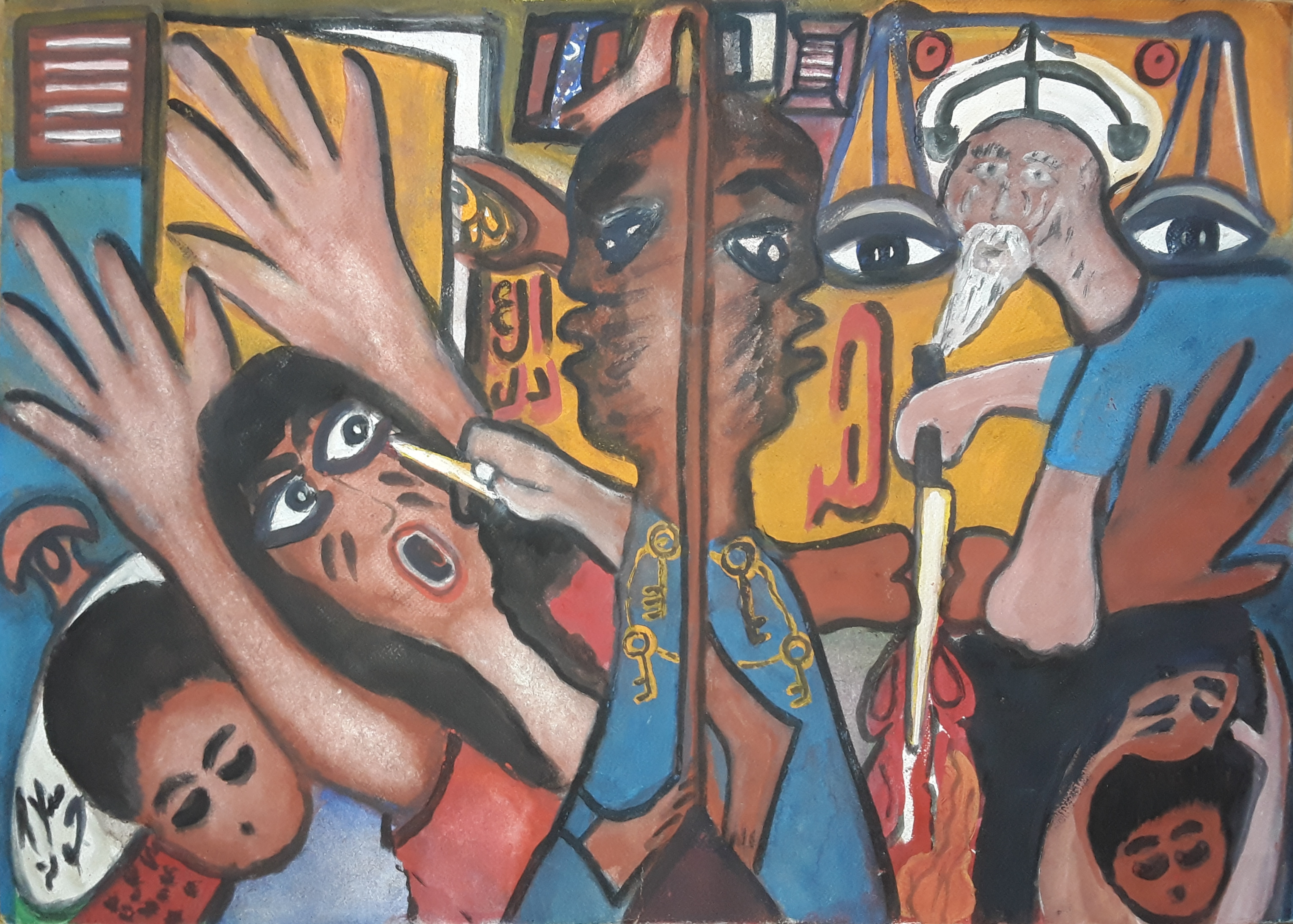
„Häusliche Gewalt – und ihre Strafe“ von Salah Hassouna (1985)

Dann begann sie, neben dieser „klassischen ägyptischen Moderne“, aktuelle Künstler ohne akademische Ausbildung konsequent zu fördern: Salah Hassouna (1932–2006), Mohamed Bischr (* ca. 1960), Gad Salama Gad (1941–2010), Ahmed Fayed (* 1963), Mohamed Fayed, Mahmoud el Laban († 2002) und Muhammad Ali († 2009).
Sie entdeckte junge, unbekannte Talente und stellte sie erstmals in der Ragab-Galerie aus. Unter ihnen Hazem Badawi (* 1947) und Anna Boghiguian (* 1954), heute international erfolgreich und 2012 auf der Dokumenta in Kassel zu sehen.
Schernig vermittelte ihre Ausstellungen meist weiter an das Goethe-Institut Kairo und machte sich gegen alle Widerstände der Kulturbürokratie stark für sogenannte Outsider Art oder Art brut. Unter ihren zahlreichen „Schützlingen“ gelangten drei über die Jahre zu nationalem und internationalem Ruhm: Sayed Amin Fayed (1950–2009), Sheikh Ramadan Swelem (1924–1998) und Hassan El Sharq (* 29. Mai 1949; † 23. November 2022).

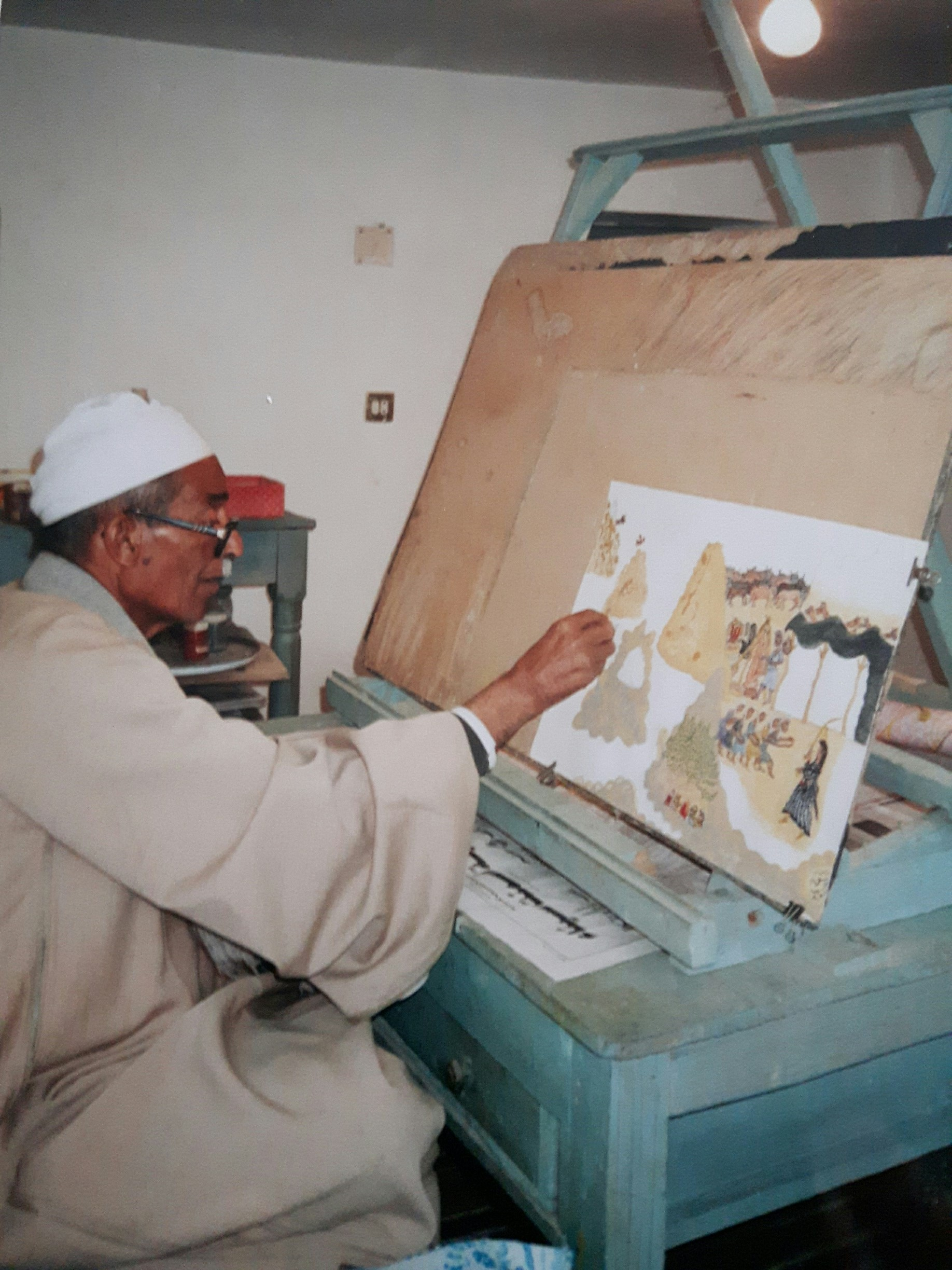
Der Maler Sheikh Ramadan Swelem in seinem Atelier, Oscor 1998

Sheikh Ramadan Swelem wurde zu seinen Lebzeiten der bekannteste Outsider Artist Ägyptens. Er hatte zahlreiche erfolgreiche Ausstellungen in seinem Heimatland, 1991 öffnete sogar die vornehme Galerie im Opernhaus Kairo ihre Pforten für eine Ausstellung des Autodidakten – ein bis dahin undenkbares Ereignis. Er wurde vom Institut für Auslandsbeziehungen 1989 nach Stuttgart eingeladen und seine Arbeiten waren mehrfach in Deutschland, der Schweiz, auf der Insita 97 (International Triennale of Naive Art) in Bratislava, Slowakei und 2017 in London zu sehen.

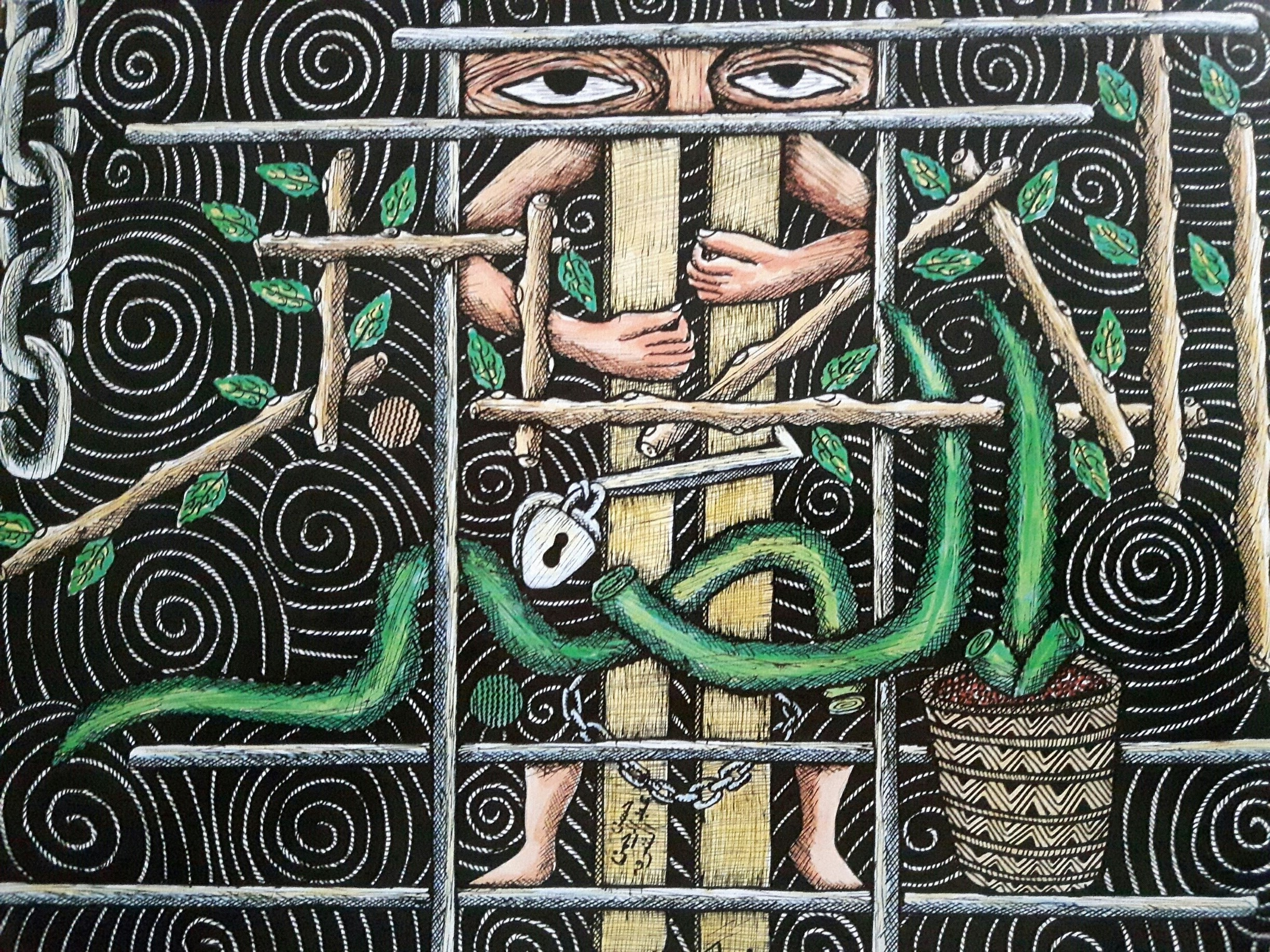
„Gelassenheit“ von Hassan El Sharq (1992)

Hassan El Sharq errichtete in seinem Heimatdorf Zawyet Sultan am Nil ein eigenes Museum.
Sein Werk ist in Galerien weltweit vertreten, von Ägypten über Europa bis in die USA und China.

### Hotspot Hausboot
Schernigs Ausstellungseröffnungen auf dem Hausboot am Nil wurden Ende der 1980er Jahre zu Happenings der zeitgenössischen Kunstszene Ägyptens, mit Malaktionen und Konzerten einheimischer Musiker. Ihre Galerie entwickelte sich zum Kulturzentrum und Hotspot für kunstinteressierte In- und Ausländer, für Künstler, Kunstförderer und -sammler. Einmal im Jahr konnte man auch Werke sudanesischer Künstler sehen, ebenfalls ein Novum in der zeitgenössischen ägyptischen Kunstszene. Die Ausstellung Nubia, the Echo (1987) zeigte erstmals alle früheren Arbeiten von Hassaaan Ali Ahmed, damals ein Unbekannter, heute international anerkannt.
Die allgemein gute Resonanz auf Schernigs Ausstellungs-Programm spiegelte sich in zahlreichen Artikeln der einschlägigen damaligen Tageszeitungen wider, beispielsweise in Al-Ahram, Al Akbar, Al-Musawar, dem Journal d'Egypt, Le Progrès Egyptien, Prism, CairoToday oder in Papyrus.
Als die Hassan-Ragab-Gallery for Modern Egyptian Art 1991 durch einen Generationswechsel in der Familie Ragab zum Fitnesscenter umgebaut und das Papyrus-Institut aufgelöst wurde, führte die unbeirrbare Galeristin ihre Zusammenarbeit mit ägyptischen Künstlern auf anderen Wegen fort. Sie arbeitete bis 2011 mit verschiedenen Kulturinstitutionen in Kairo, vor allem dem Goethe-Institut, der Operngalerie und der Edward Hall Gallery der American University in Cairo. Mehrere Jahre lang leitete sie die Al Shomou Gallery in dem Kairoer Vorort Maadi. Es wurde für sie eine Zeit des Doppellebens in Kairo und Fürth, des Pendelns zwischen Ägypten und Deutschland. Sie organisierte zahlreiche Ausstellungen in beiden Ländern, bis zum sogenannten Arabischen Frühling 2011.

## Deutsch-ägyptischer Kulturaustausch
Begegnungen auf Augenhöhe, Kulturvermittlung und konsequente Künstlerförderung bilden den Arbeitsmittelpunkt Schernigs. So lag es für sie nahe, ägyptischen Künstlern, die sie in Kairo kennen- und schätzen gelernt hatte, auch in Deutschland ein Forum zu geben. Sheikh Ramadan Swelem zählt zu den stärksten Persönlichkeiten, die sie entdeckt und sowohl in Ägypten als auch international bekannt gemacht hat. 1989 vermittelte sie ihm seine erste große Auslandsausstellung in der deutschen ifa-Galerie Stuttgart, Partnerstadt von Kairo. Der Beduinen-Nachfahre Sheikh Ramadan wurde zur Eröffnung eingeladen – es war sein erster und einziger Auslandsaufenthalt. Oberbürgermeister Manfred Rommel, überreichte ihm die silberne Ehrenmedaille der Stadt.

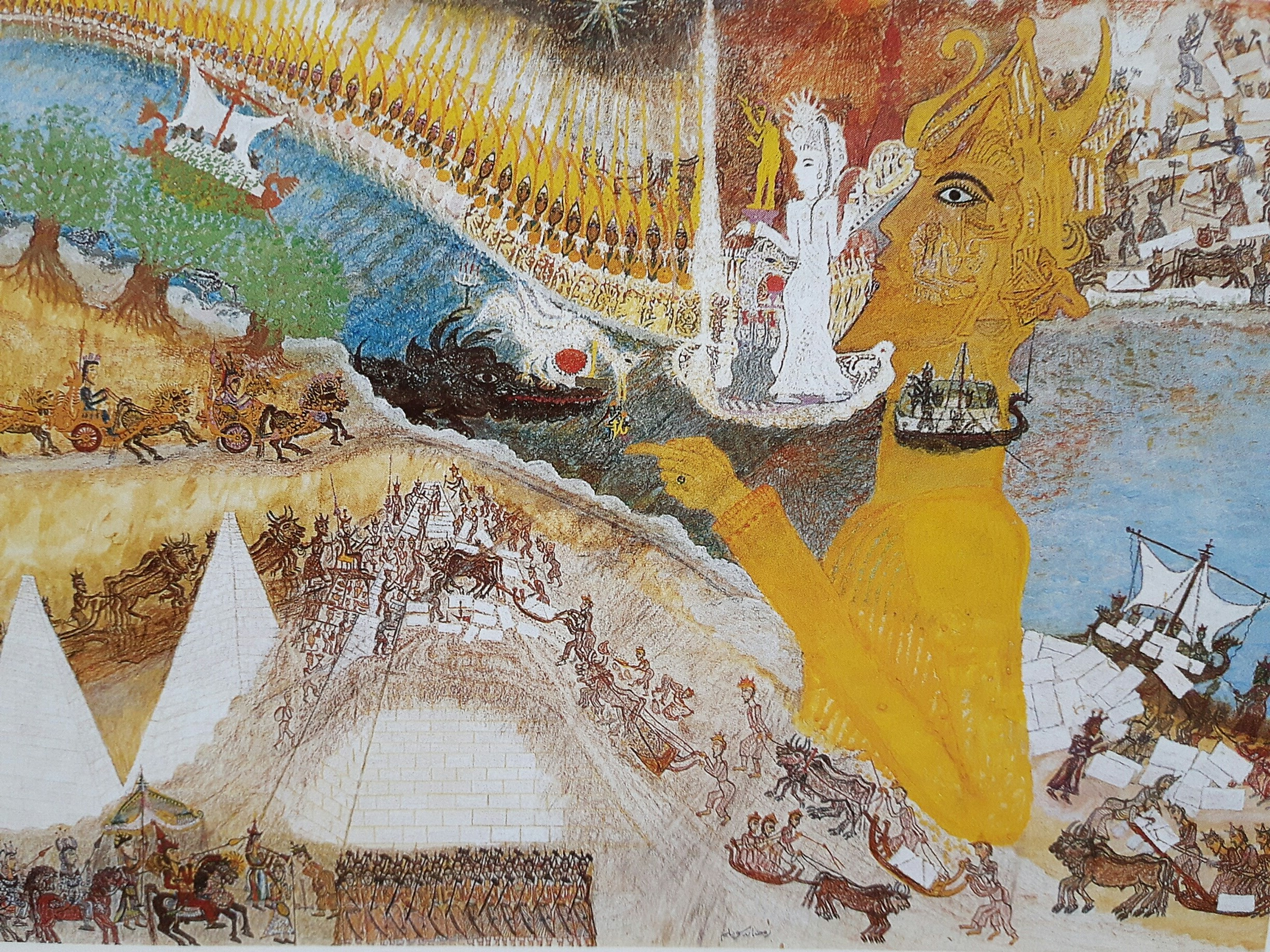
„Der Vogel überreicht dem Pharao den Schlüssel der Weisheit“ von Sheick Ramadan Swelem (1988)

Die deutsche Dokumentarfilmerin Annette von Wangenheim filmte die Ausstellung in Stuttgart für die Deutsche Welle und wurde auf den Maler aufmerksam. 1998 konnte sie dank Schernigs persönlicher Kontakte ihren Film Die Pferdetänzer am Nil für die ARD-Sendereihe Länder – Menschen – Abenteuer realisieren. Darin porträtiert sie den Maler auch als Pferdetänzer, Sufi und gewähltes Oberhaupt seiner großen Beduinen-Sippe, der Swelems, in einem Dorf am Nil.

### Galerie und AgenturKunst des Niltals
1999 eröffnete Ursula Schernig gemeinsam mit ihrem Mann in Fürth die Galerie und Agentur Kunst des Niltals. Gerhard Schernig war nach dem Ende seiner Kairoer Auslandstätigkeit 1998 wieder an ein deutsches Gymnasium zurückgekehrt und leitete den Galeriebetrieb, wenn sich seine Frau in Kairo aufhielt. Gemeinsam ermöglichten sie vielen ägyptischen Künstlern der Gegenwart ihren ersten Auftritt in Deutschland.
Andere Galerien wurden aufmerksam, beispielsweise das Iwalewahaus in Bayreuth, die Goethe-Institute in München und Berlin, die Kunst-Galerie Fürth und es folgten Ausstellungen ägyptischer und nubischer Kunst in Bordeaux, Lausanne und auf der Insita, Bratislava.
Da in der Amtszeit von Präsident Mubarak nur wenige ägyptische Frauen die Malerei als Beruf suchten, gab es auch nur wenige Malerinnen. Aber einige waren in Schernigs Programm vertreten, so Eveline Ashamalla (* 1948), mit ihrer Einzelausstellung Erinnerung an Morgen im Stadttheater Fürth 1999 oder Maha George (* 1968). Sie zählt zu den wenigen, selbstbewussten ägyptischen Malerinnen, die nach der Jahrtausendwende Karriere gemacht haben.
Ursula Schernig gelang es, die ägyptische Outsider Art der Fellachen und Beduinen als vollwertige Kunst in den internationalen Kunstmarkt einzuführen. Sie hat dem Klischee sogenannter „naiver“ oder „primitiver“ Malerei die Vielfalt und Vielschichtigkeit höchst unterschiedlicher Künstlerpersönlichkeiten gegenübergestellt. Sie ermöglichte unbekannten Talenten jenseits des Establishments nicht nur eine materielle Existenz, sondern vor allem die künstlerische Freiheit, eigene Ausdrucksformen und Bildwelten zu finden.

## Publikationen
- Ursula Schernig: Kunst am Nil – Als deutsche Galeristin in Ägypten, Verlagsdruckerei Schmidt, ISBN 978-3-87707-136-6, Zweite Auflage, Neustadt 2018
- Ursula Schernig: Art on the Nileboat, Verlagsdruckerei Schmidt, ISBN 978-3-87707-177-9, Erste Auflage, Neustadt 2020
- Ursula und Gerhard Schernig: Aspekte der zeitgenössischen Kunst Ägyptens. In: Internationales Afrikaforum, Heft 3/98

## Kataloge
- Vier Künstler aus Ägypten. Scheich Ramadan Abu Suelem, Hassan Abdel Rahman Hassan, Sayed Amin Fayed, Mohamed Hassan Bischr, Institut für Auslandsbeziehungen, Stuttgart 1989[22]
- Scheich Ramadan. Geschichtenbilder. Iwalewa-Haus Bayreuth, 1990
- Scheich Ramadan Abu Suelem. Esperanto der Bilder. Kunstverein Rosenheim, 1994
- Aus dem ägyptischen Dorf: Hassan El Shark, Ursula Schernig (Hrsg.), Fürth 1994, Vorwort von Marie-Thérèse Abdel-Messih[23]

## Filme
- Die Pferdetänzer am Nil. Ein Scheich, ein Dorf und seine Geschichte. Regie: Annette von Wangenheim, WDR 1989

## Presse
- Gerd Fürstenberger: Zwischen gestern und morgen. In: Nürnberger Nachrichten, 26. April 1994
- NN: Ursprüngliche Kunst vom Dorf – Fellachen als Künstler. In: Papyrus 3–4/ 98
- Sascha Renner: Picasso von Ägypten. In: UZH News, Universität Zürich 21. März 2005
- H.P. Miksch: Die Boote des Pharao und andere Bilder - Scheich Ramadan Abu Suelem, Kunstgalerie Fürth, 27. Juni bis 09. August 2015
- Brigitte Lemberger: Aufregende Jahre am Nil. In: sechs+sechzig, Ausgabe 2/2017
- Hans-Joachim Winkler: Eine Unerschrockene im Land der Patriarchen. 13. Juni 2017, nordbayern.de
- Matthias Boll: Mutige Frau im Land der Patriarchen und Pyramiden. In: Nürnberger Stadtanzeiger, 21. Juni 2017
- Hans-Joachim Winkler: Kunst am Nil erscheint auf Arabisch, 11. Januar 2018, nordbayern.de
- Matthias Boll: Kunst am Nil erscheint auf Arabisch. In: Fürther Nachrichten, 11. Januar 2018
- Dina Khafagy: Egyptian Artist Receives International Praise. In: Cairo Gossip, 18 January 2019
- Sherif Khairy: Hassan El Shark. The Egyptian Artist Taking the International Art Scene by Storm. In: Arts & Culture 20/01/2019
- Geoffrey Glaser: Fundgrube versteckter Botschaften. Die Galerie „Kunst des Niltals“ präsentiert Bilder von Hassan El-Shark. In: Fürther Nachrichten, 24. August 2000
- Florian Burghardt: Fisch und Vogel. In: Fürther Nachrichten, HFG, 29. August 2020
- Florian Burghardt: Ein Boot voller Kunst in Ägypten. In: Fürther Nachrichten, HFG, 8. September 2020
- Matthias Boll: Unbeirrbar zwischen Nil und Rondorf. Nachruf. Ursula Schernig war Brückenbauerin, Netzwerkerin, Sturkopf. Das Abenteuer ihres Lebens ist nun zu Ende. In: Fürther Nachrichten, FN, 12. Juli 2024